# Ajmiriganj
Ajmiriganj è un sottodistretto (upazila) del Bangladesh situato nel distretto di Habiganj, divisione di Sylhet. Si estende su una superficie di 223,98 km² e conta una popolazione di 86.810 abitanti (dato censimento 1991).